# Rio (Amatrice)
Rio (Villa Rio oder Villa Rivo) ist eine Fraktion der italienischen Gemeinde (comune)  Amatrice in der Provinz Rieti, Region Latium.

## Geographie
Die Ortschaft liegt etwa 6 Kilometer vom Gemeindesitz Amatrice entfernt auf einer Höhe von 930 m s.l.m. im Nationalpark Gran Sasso und Monti della Laga unweit des Flusses Fosso Caporio. 
Bei der Erdbebenserie in Mittelitalien 2016 wurde der Ort am 24. August 2016 schwer in Mitleidenschaft gezogen.

## Sehenswürdigkeiten
- Das Oratorium von Santa Maria di Loreto, erbaut Ende des 16. Jahrhunderts von den Orsini, Herren von Amatrice. Nach dem Erdbeben 2016 ist es teilweise eingestürzt.